# Arena Zagreb
Arena Zagreb je višenamjenska dvorana s pratećim sadržajima, predviđena za održavanje sportskih, kulturnih, poslovnih i zabavnih manifestacija. Smještena je u Novom Zagrebu u naselju Remetinec. Grad Zagreb i Vlada Republike Hrvatske raspisali su natječaj za izgradnju sportske dvorane koja bi ujedno bila i domaćin za Svjetsko rukometno prvenstvo u siječnju 2009. godine. Kapacitet dvorane iznosi 16 500 sjedećih mjesta.
Sportska događanja za koje je predviđena Arena Zagreb su rukomet, košarka, hokej, odbojka, mali nogomet, dvoranski nogomet, tenis, stolni tenis, gimnastika, badminton, boks, hrvanje, dvoranska atletika i ostali dvoranski sportovi. Također, omogućeno je i održavanje različitih koncerata, izložbi, sajmova, konvencija i kongresa. Osim navedenog, unutar građevine smješteni su i popratni ugostiteljski, poslovno-komercijalni sadržaji, kao i mala dvorana za trening sportaša.
Podzemna garaža pokriva kapacitet od 900 parkirališnih mjesta (uklj. 80 nadzemnih parkirališnih mjesta) dok je za masovnije posjete dvorani predviđen autobusni prijevoz (36 parkirališnih mjesta za autobuse).

## Povijest
Na natječaju je izabran konzorcij Ingre (Hrvatska) i Trigranita (Mađarska) čija ponuda je prihvaćena 25. travnja 2007. Potpisivanje samog ugovora uslijedilo je nešto kasnije zbog dodatnih usuglašavanja uvjeta između Konzorcija i zagrebačkog gradonačelnika Milana Bandića.
Konzorcij Ingre i Trigranita angažirao je projektni ured UPI-2M iz Zagreba, za izradu jedinstvenog idejnog rješenja kao i kompletne projektne dokumentacije. Projektanti Arene su Alan Leo Pleština, Berislav Medić, Nenad Borgudan i Tamara Stančić Brčić. Nakon ishođenja dozvola, radovi na gradilištu započeli su 20. srpnja 2007. godine, a završeni su u prosincu 2008. godine. Dana 27. prosinca 2008. službeno je otvorena prijateljskom utakmicom između rukometnih reprezentacija Hrvatske i Rusije (rezultat 33:24 za Hrvatsku).
U sklopu kompleksa u Remetinečkom gaju 5. studenog 2010. otvorio se Arena Centar, najveći trgovačko-zabavni centar u gradu Zagrebu s dodatnih preko 3.000 parkirnih mjesta. Već prvi vikend rada oko 300.000 građana je posjetilo Arena Centar čime su bila nadmašena sva očekivanja investitora. Prilikom otvorenja tržnog centra, nastupio je i Ansambl narodnih plesova i pjesama Hrvatske LADO, a otvorenju su prisustvovali i hrvatski ministar gospodarstva, rada i poduzetništva Đuro Popijač i mađarski ministar gospodarstva Gyorgy Matolcsy.

## Kontroverze
Sama izgradnja Arene bila je njena prva kontroverza, budući da je njen smještaj promijenjen od prvih planova s javnog natječaja, a cijena izgradnje i održavanja značila je da bi trebala biti popunjena 250 dana u godini kako bi ostvarila profit. Čak i njen koncorzij izrazio je sumnje u njenu isplativost. Dodatni problemi nastali su uređenjem prostora oko Arene. Manjak stabala i dominacija parkirnih mjesta okruženjem Arene i dalje nije bila dovoljna za posjetitelje, a okolne su gradske četvrti ostale zakrčene njihovim vozilima.

## Sportska natjecanja
- 16. siječnja – 1. veljače 2009.: Svjetsko rukometno prvenstvo
- 31. siječnja – 11. veljače 2012.: Europsko futsalsko prvenstvo
- 7. – 21. prosinca 2014.: Europsko žensko rukometno prvenstvo
- 5. – 20. rujna 2015.: Europsko košarkaško prvenstvo
- 12. – 29. siječnja 2018.: Europsko rukometno prvenstvo
- 17. – 23. travnja: Europsko hrvačko prvenstvo

## Unutrašnjost
- Završnica Svjetskog rukometnog prvenstva 2009.
- Utakmica KHL Medveščaka
- Utakmica KHL Medveščaka, suprotna strana

## Vanjske poveznice
- Službena stranica